# هدر میسون
هدر میسون (به انگلیسی: Heather Mason) که همچنین با نام شریل میسون نیز شناخته می‌شود، یک شخصیت ساختگی در مجموعه بازی‌های ترس و بقا سایلنت هیل و شخصیت اصلی سایلنت هیل ۳ در سال ۲۰۰۳ می‌باشد. هدر دختری ۱۷ ساله است که همواره به دنبال پدرش می‌گردد، پدری که چندین سال قبل او را گم کرده، و در طی داستان بازی درجستجوی اوست. سازندگان بازی در ابتدا نام «هلن» را برای او انتخاب کرده بودند، اما به دلیل قدیمی بودن این نام، نام هدر را از روی صداپیشه این شخصیت، هدر موریس برای او برگزیدند.
در قسمت اول بازی، هدر دختر قهرمان اصلی داستان هری میسون است. او همچنین به‌طور مخفیانه نسخهٔ تناسخ یافته آلسا گیلسپی (به ژاپنی: アリッサ・ガレスピー, Arissa Garesupī) و شریل میسون است، و نقش مهمی در تلاش‌های شخصیت هماورد کلاودیا ولف برای تولد دوباره «خدا» دارد. هدر و شریل میسون در پایان داستان نسخهٔ سایلنت هیل: یادگارهای خردشده به یک شخصیت واحد تحت نام شریل هدر میسون ادغام می‌شوند، تجسم مجدد از قسمت اول سایلنت هیل، و مشخص می‌شود او قهرمان اصلی بازی است. او همچنین به عنوان شخصیت اصلی فیلم اقتباس شده سایلنت هیل: مکاشفات در سال ۲۰۱۲ به‌شمار می‌رود. نام او در این فیلم شارون داسیلوا، با بازی آدلاید کلمنس می‌باشد. هدر به عنوان شخصیت قابل دانلود در سایلنت هیل: کتاب خاطرات حضور دارد. علاوه بر این او حضوری افتخاری در برخی از پایان‌های نسخه‌های کتاب خاطرات و سایلنت هیل: رگبار داشته است.

## تاریخچه
هدر میسون، با نام اصلی شریل میسون، دختر خواندهٔ نویسنده‌ای به نام هری میسون است، که توانست از حوادث نخستین قسمت سایلنت هیل جان سالم به در ببرد. هنگامی که هری از سایلنت هیل پا به فرار گذاشت، آلسا انکوباتور به یکباره ظاهر شد و نوزادی تازه متولد شده به او اهدا کرد که حاصل تناسخ دو شخصیت شریل میسون و خودش بود. هری همراه نوزاد سایلنت هیل را به محل زندگی خود در پورت‌لند ترک کرد، اما آن‌ها توسط اعضای گروه سازمان «دی اوردر» مورد حمله قرار گرفتند. هری برای گمراه ساختن سازمان، نام این کودک را به هدر تغییر داد، رنگ موهای او را از خرمایی به بلوند تغییر داد و به شهری دیگر نقل مکان کرد.
هدر دارای موهایی کوتاه بلوند بود و کک مک‌هایی بر روی صورت، دست‌ها و پاها او دیده می‌شد. او ظاهراً دختری نرمال و سهل‌انگار است که از خرید کردن لذت می‌برد. هدر در مقابل مسائلی که او را ناامید و خسته می‌کنند، به راحتی کنترل خود را از دست می‌دهد. از طرفی او شخصیتی شوخ و طعنه‌آمیز داشت. او بسیار به پدرش علاقه داشت و پس از مرگ وی، به شدت پریشان شد و تغییر قابل توجهی در شخصیتش به وجود آمد.